# Bienville-la-Petite
Bienville-la-Petite ist eine französische Gemeinde im Département Meurthe-et-Moselle in der Region Grand Est. Sie gehört  zum Arrondissement Lunéville und zum Kanton Lunéville-1. Nachbargemeinden sind Einville-au-Jard im Nordwesten, Raville-sur-Sânon im Norden, Crion im Nordosten, Sionviller im Südosten und Bonviller im Südwesten.

## Bevölkerungsentwicklung
| Jahr      | 1962 | 1968 | 1975 | 1982 | 1990 | 1999 | 2008 | 2019 |
| --------- | ---- | ---- | ---- | ---- | ---- | ---- | ---- | ---- |
| Einwohner | 53   | 44   | 33   | 27   | 33   | 27   | 29   | 37   |

## Sehenswürdigkeiten
- Kirche Sainte-Croix, ein Bau im Stil der Renaissance aus dem 18. Jahrhundert

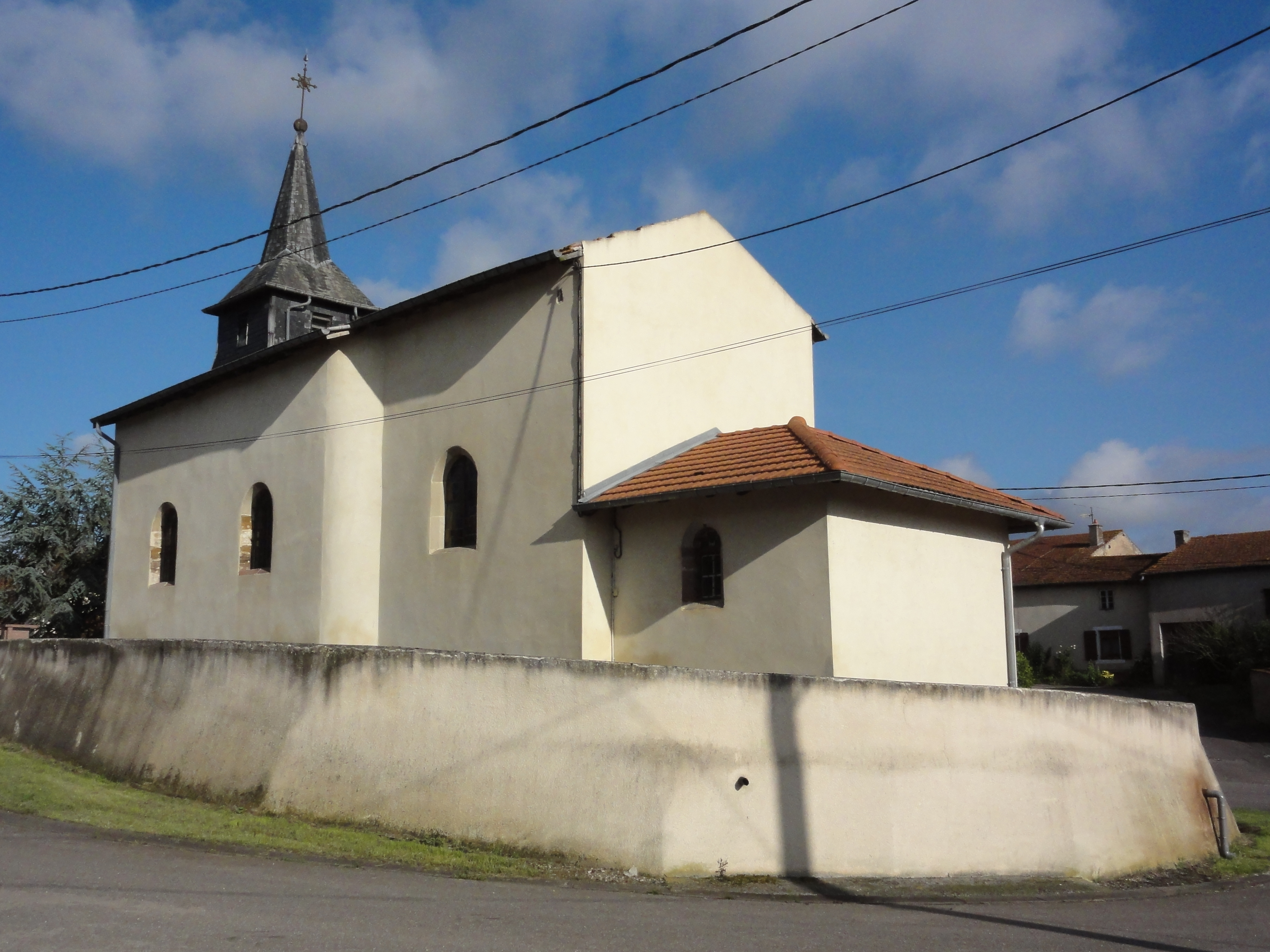
Kirche Sainte-Croix
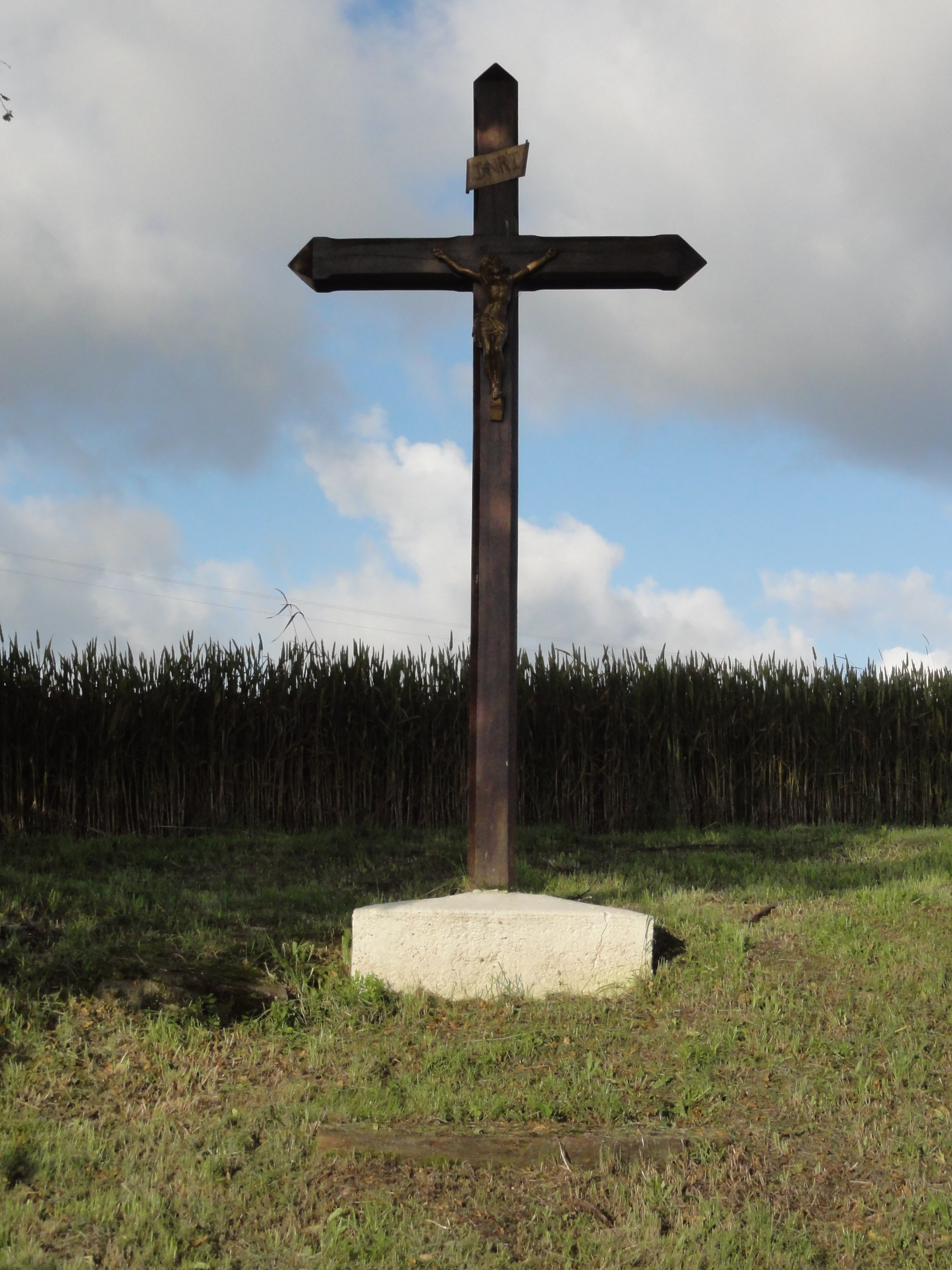
Flurkreuz
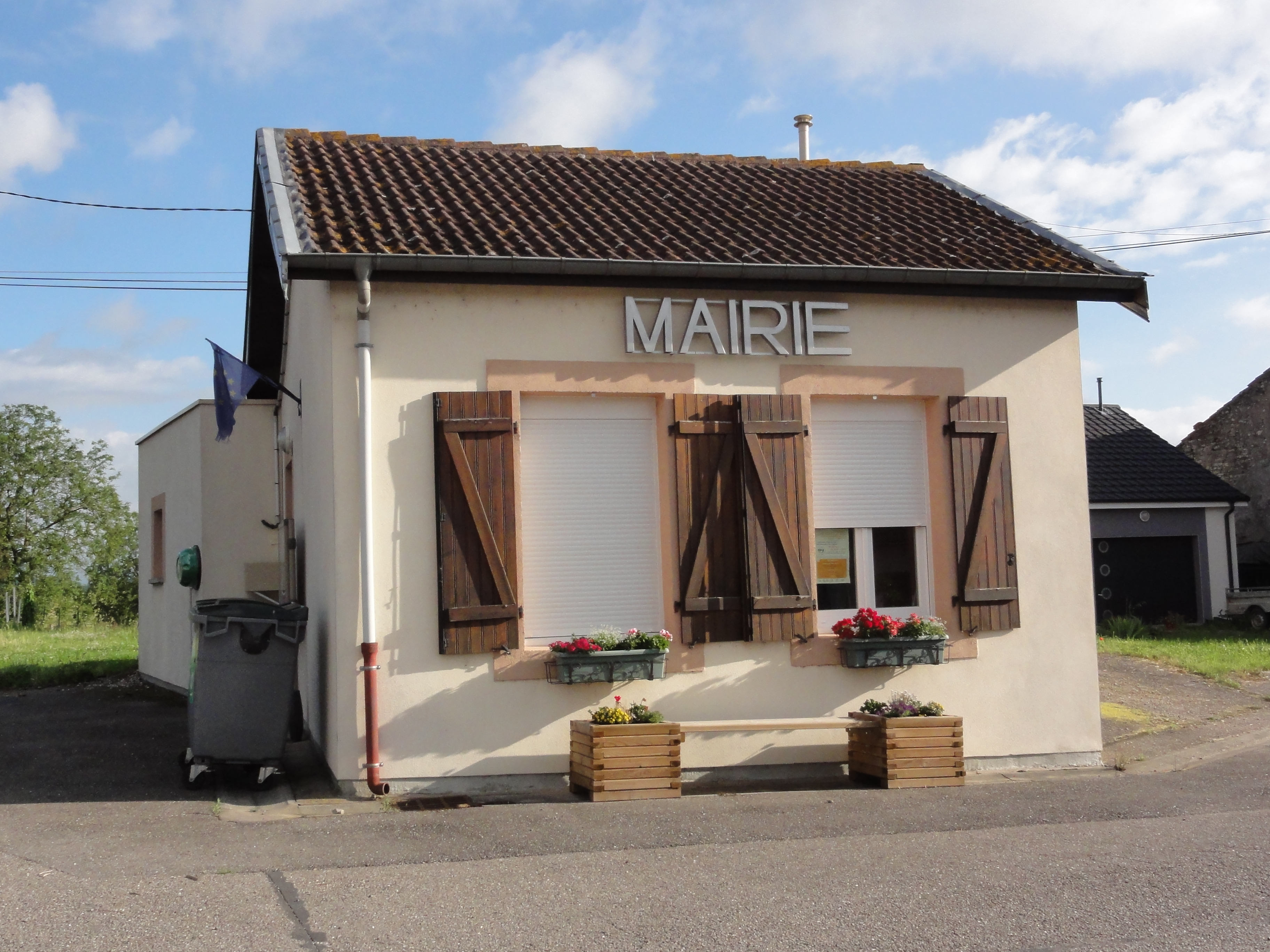
Mairie (Rathaus)
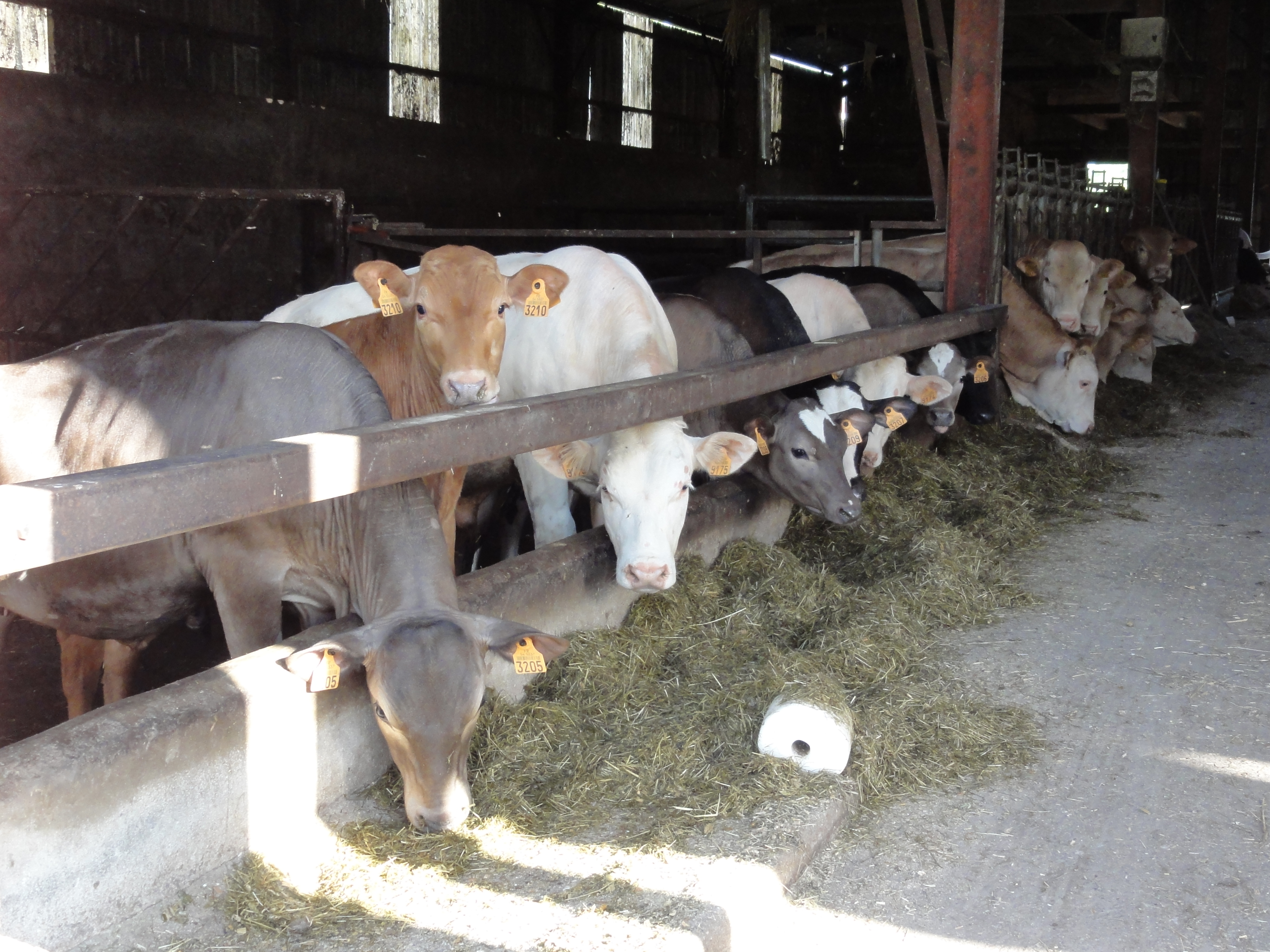
Landwirtschaftsbetrieb in Bienville-la-Petite